# くぎ (グリム童話)
くぎ（Der Nagel, KHM 184）は、『グリム童話』に収録されている作品である。

## あらすじ
ある商人が市へ行き、ビジネスに成功し、大金を馬に載せ、日の暮れぬうちに帰宅しようとした。その道中、休憩した町を発とうとすると、乗っていた馬の蹄鉄の釘が取れてしまっていることを指摘される。だが、商人は数マイルくらいなら大丈夫だろうと思い、そのまま放置して旅を続けた。だが馬は足を引きずり、その後すぐによろけだし、最終的には足を骨折してしまった。商人はその馬を放置し、歩いて家まで着いたが、すでに夜になっていた。
急がば回れ。

## 日本との関わり
「くぎ」はグリム童話のなかで、日本で最初に導入された作品である。1859年に慶應義塾で使われた英語の教科書『Sargent's Standard Third Reader』の一篇として英語訳版が紹介され、同書は1873年に松山棟案によって邦訳された。また、同年に深間内基によって修身の教科書として邦訳された。グリムの原典と『Sargent's Standard Third Reader』版を比較すると、道程を説明する「時間」が「マイル」に変更されるなど、わずかな改変がなされている。